# Felix Kaul
Felix Kaul (* 21. Juni 1920 in Gleiwitz, Oberschlesien; † 31. Mai 2013 in Karlsruhe) war ein deutscher Jurist und Bundesanwalt.

## Leben
Nach dem Studium der Rechtswissenschaften war Kaul seit 1954 in der Staatsschutz-Abteilung beim Generalbundesanwalt in Karlsruhe tätig. Dort war er zunächst als Staatsanwalt, dann als Oberstaatsanwalt tätig.
Im Juni 1959 wechselte er in das Bundesministerium der Justiz und kehrte im Januar 1964 kehrte zur Bundesanwaltschaft zurück. 1966 wurde er dort zum Oberstaatsanwalt beim Bundesgerichtshof ernannt. Im Oktober 1968 folgte seine Ernennung zum Bundesanwalt beim Bundesgerichtshof. Ab August 1974 leitete Bundesanwalt a. D. Kaul die Abteilung für Staatsschutzsachen, die bis Mai 1978 die Bereiche Spionage und Terrorismus umfasste. Diese Zeit war geprägt von den Verbrechen der ersten und zweiten Generation der Roten Armee Fraktion (RAF). Kaul wirkte unter anderen bei allen mit den Großanschlägen der RAF im Jahr 1977 zusammenhängenden Entscheidungen maßgeblich mit. Mit der Neugliederung der beiden Ermittlungsbereiche in eigenständige Abteilungen übernahm Kaul die Leitung der Abteilung Spionage und war seit Dezember 1978 Ständiger Vertreter des Generalbundesanwalts.
Anlässlich seiner Pensionierung im Mai 1985 wurde Kaul mit dem Großen Verdienstkreuz des Verdienstordens der Bundesrepublik Deutschland ausgezeichnet. Anlässlich seines Todes veröffentlichte der Generalbundesanwalt am 7. Juni 2013 einen Nachruf.
Kaul war Mitglied der Landsmannschaft Zaringia Heidelberg vereinigt mit Vandalia Breslau.